# Демографија Белгије
Белгија је 2006. имала 10.379.067 становника. Са 342 становника по км² једна је од најгушће насељених европских држава. Највећа густина становништва је у Фламанском дијаманту који чине агломерације Брисела, Гента, Антверпена и Левена и осталих урбаних средишта попут Лијежа, Шарлроа и Брижа. Више од 97 посто становника живи у градовима што представља један од највећих постотака урбанизације на свету. Највећи градови су: Брисел (1.006.749 становника), Антверпен (932.000), Лијеж (594.000), Гент (490.000) и Шарлроа (428.000).
По регијама највише становника у 2005. има Фламанија: 6.043.161, Валонија има 3.395.942 а Брисел 1.006.749. Око 60 посто становника говори холандским језиком односно фламанским, 32 посто француским, а 1 посто немачким. Брисел, који има 8 посто становништва је двојезични град: француско-холандски. У почетку, град је био већински холандски, док данас око 80% становника говори француски, 8,5 посто холандски, а 10,2 посто и једним и другим језиком.
Око 58 посто становника чине Фламанци, 31 посто Валонци, а осталих 11 посто чине имигранти из Италије, Француске, Немачке и Северне Африке. По вероисповести Белгијанци су већином католици, 75 посто, док осталих 25 посто чине муслимани, протестанти, Јевреји и атеисти. Очекивани животни век је 78,77 година. За мушкарце износи 75,59 година, а за жене 82 године.

### Укупно становништво
10.379.067 (процена у јулу 2006. године)

### Етничке групе
Фламанци 58%, Валонци 31%, око 71.000 Немаца, остали и етнички мешано становништво 11% (углавном Европљани, мало Турака, Алжираца и Мароканаца)

### Религијска структура
- католици: 75%;
- протестанти, муслимани, агностици, атеисти и остали: 25%.

### Језици
холандски (званичан) 60%, француски (званичан) 40%, немачки (званичан) <1%, званично је билингвална држава са холандским језиком којим причају Фламанци и француским којим причају Валонци, како је холандски тек у новијој историји признат као други званични језик Белгије француски је стога остао језик престижа и званичне администрације, тако да велики део фламанске етничке заједнице све више користи француски као тзв. саобраћајни језик.

### Старосна структура
0-14 година: 16,7% (мушкарци 883.254/жене 846.099)
15-64 година: 65,9% (мушкарци 3.450.879/жене 3.389.565)
65 година и више: 17,4% (мушкарци 746.569/жене 1.062.701) (процена 2006. године)

### Просечна старост
укупно становништво: 40,9 година
мушкарци: 39,6 година
жене: 42,1 година (процена 2006. године)

### Стопа раста становништва
0,13% (процена 2006. године)

### Стопанаталитета
10,38 рођених на 1000 становника (процена 2006. године)

### Стопаморталитета
10,27 умрлих на 1000 становника (процена 2006. године)

### Нето стопа миграције
1,22 мигранта на 1000 становника (процена 2006. године)

### Полна структура
на рођењу: 1,04 мушкарца/жени
до 15 година: 1,04 мушкарца по жени
15-64 година: 1,02 мушкарца/жени
65 и више година: 0,7 мушкарца/жени
укупна популација: 0,96 мушкараца/жени (процена 2006. године)

### Стопа смртности одојчади
укупно: 4,62 смрти на 1000 живорођених
мушкарци: 5,2 смрти на 1000 живорођених
жене: 4,01 смрти на 1000 живорођених (процена 2006. године)

### Очекивано трајање живота
укупно становништво: 78,77 година
мушкарци: 75,59 година
жене: 82,09 година (процена 2006. године)

### Стопа укупногфертилитета
1,64 деце по једној жени (процена 2006. године)